# Mont Ventoux Dénivelé Challenges féminin 2022
La 1re édition du CIC - Mont Ventoux Dénivelé Challenges au féminin au lieu le 14 juin 2022. Elle fait partie du calendrier UCI en catégorie 1.2 et se court le même jour que la course masculine, entre Vaison-la-Romaine et le Mont Ventoux. C'est l'italienne Marta Cavalli de la FDJ-Nouvelle Aquitaine-Futuroscope qui s'impose en solitaire, devant l'allemande Clara Koppenburg et la française Évita Muzic.

## Équipes
Vingt-deux équipes participent à cette course : trois WorldTeams, onze équipes continentales, une équipe nationale et sept équipes amateurs.
| UCI Women's WorldTeams (3)- FDJ Nouvelle Aquitaine Futuroscope - Canyon-SRAM Racing - Roland Cogeas-Edelweiss Squad Équipes féminines continentales (11)- Arkéa Pro Cycling Team - Cofidis - Stade Rochelais Charente-Maritime - St Michel-Auber 93 - Awol O'Shea - Bepink - Bingoal-Chevalmeire-Van Eyck Sport - Emotional.fr - Tornatech - GSC - Blagnac - Le col-Wahoo - Massi Tactic - Multum Accountants Équipe féminine continentale- Torelli-Cayman Islands-Scimitar Équipe nationale- France Équipe féminines amateur (6)- Sprinter Nice Métropole - Macadam’s Cowboys & Girls - WV Schijndel - VC Islois-Team Stamina - Team Féminin Le Boulou - Chambéry Cyclisme Compétition |
| |

## Parcours de la course
Le parcours de l'édition féminine emprunte celui de l'édition masculine, mais dans une distance raccourcie. Au départ de Vaison-la-Romaine, le trajet prend la direction de Malaucène, puis du col de la Madeleine et de Bédoin, pour rejoindre Flassan. Les coureuses vont rejoindre le chalet Reynard, via la route de Sault, qu'elles retrouveront en passant par le col de la Gabelle, Monieux, et le rocher du cire. L'arrivée se jugera au sommet du Mont Ventoux, après 100 km de route.

## Récit de la course
La FDJ-Nouvelle Aquitaine-Futuroscope fait bloc autour de Marta Cavalli dans l'ascension du Mont Ventoux. Au chalet Reynard, soit à six kilomètres du sommet, Morgane Coston attaque. Elle est reprise à quatre kilomètres de la ligne. Marta Cavalli accélère à deux kilomètres et demi du but et n'est plus reprise. Clara Koppenburg est deuxième.

## Classement final
| \| Classement général \| Classement général \| Classement général \| Classement général \| Classement général \| \| Coureuse \| Coureuse \| Pays \| Équipe \| Temps \| \| ------------------ \| -------------------- \| ------------------ \| ---------------------------------- \| ------------------ \| \| 1re \| Marta Cavalli \| Italie \| FDJ-Nouvelle Aquitaine-Futuroscope \| 3 h 19 min 01 s \| \| 2e \| Clara Koppenburg \| Allemagne \| Cofidis \| + 41 s \| \| 3e \| Évita Muzic \| France \| FDJ-Nouvelle Aquitaine-Futuroscope \| + 53 s \| \| 4e \| Pauliena Rooijakkers \| Pays-Bas \| Canyon-SRAM Racing \| + 1 min 17 s \| \| 5e \| Kim Cadzow \| Nouvelle-Zélande \| Torelli-Cayman Islands-Scimitar \| + 1 min 32 s \| \| 6e \| Elise Chabbey \| Suisse \| Canyon-SRAM Racing \| + 1 min 55 s \| \| 7e \| Julia Biryukova \| Ukraine \| Arkéa Pro Cycling Team \| + 2 min 16 s \| \| 8e \| Brodie Chapman \| Australie \| FDJ-Nouvelle Aquitaine-Futuroscope \| + 2 min 22 s \| \| 9e \| Morgane Coston \| France \| Arkéa Pro Cycling Team \| + 2 min 33 s \| \| 10e \| Špela Kern \| Slovénie \| Massi Tactic \| + 3 min 21 s \| |                      |                  |                                    |                 |
| |                      |                  |                                    |                 |
| Source : ProCyclingStats |                      |                  |                                    |                 |
| Classement général |                      |                  |                                    |                 |
| Coureuse | Coureuse             | Pays             | Équipe                             | Temps           |
| 1re | Marta Cavalli        | Italie           | FDJ-Nouvelle Aquitaine-Futuroscope | 3 h 19 min 01 s |
| 2e | Clara Koppenburg     | Allemagne        | Cofidis                            | + 41 s          |
| 3e | Évita Muzic          | France           | FDJ-Nouvelle Aquitaine-Futuroscope | + 53 s          |
| 4e | Pauliena Rooijakkers | Pays-Bas         | Canyon-SRAM Racing                 | + 1 min 17 s    |
| 5e | Kim Cadzow           | Nouvelle-Zélande | Torelli-Cayman Islands-Scimitar    | + 1 min 32 s    |
| 6e | Elise Chabbey        | Suisse           | Canyon-SRAM Racing                 | + 1 min 55 s    |
| 7e | Julia Biryukova      | Ukraine          | Arkéa Pro Cycling Team             | + 2 min 16 s    |
| 8e | Brodie Chapman       | Australie        | FDJ-Nouvelle Aquitaine-Futuroscope | + 2 min 22 s    |
| 9e | Morgane Coston       | France           | Arkéa Pro Cycling Team             | + 2 min 33 s    |
| 10e | Špela Kern           | Slovénie         | Massi Tactic                       | + 3 min 21 s    |

## Prix versés
La course attribue un total de 2 560 €, répartie comme suit :
| Position           | 1er   | 2e    | 3e    | 4e    | 5e    | 6e    | 7e    | 8e    | 9e    | 10e à 20e |
| Classement général | 485 € | 325 € | 240 € | 200 € | 160 € | 140 € | 130 € | 120 € | 100 € | 60 €      |

## Liste des participants
| Cofidis COF | Cofidis COF                   | Cofidis COF |
| ----------- | ----------------------------- | ----------- |
| Num         | Coureuse                      | Pos         |
| 1           | Clara Koppenburg (GER)        | 2e          |
| 2           | Alana Castrique (BEL)         | 50e         |
| 4           | Sandra Levenez (FRA)          | 12e         |
| 5           | Rachel Neylan (AUS)           | 17e         |
| 6           | Olivia Onesti (FRA)           | 80e         |
| 7           | Gabrielle Pilote Fortin (CAN) | 56e         |

| Canyon-SRAM Racing CSR | Canyon-SRAM Racing CSR     | Canyon-SRAM Racing CSR |
| ---------------------- | -------------------------- | ---------------------- |
| Num                    | Coureuse                   | Pos                    |
| 11                     | Ella Harris (NZL)          | 36e                    |
| 12                     | Elise Chabbey (SUI)        | 6e                     |
| 13                     | Mikayla Harvey (NZL)       | 81e                    |
| 14                     | Maud Oudeman (NED)         | 82e                    |
| 16                     | Neve Bradbury (AUS)        | 24e                    |
| 17                     | Pauliena Rooijakkers (NED) | 4e                     |

| FDJ-Nouvelle Aquitaine-Futuroscope FSF | FDJ-Nouvelle Aquitaine-Futuroscope FSF | FDJ-Nouvelle Aquitaine-Futuroscope FSF |
| -------------------------------------- | -------------------------------------- | -------------------------------------- |
| Num                                    | Coureuse                               | Pos                                    |
| 21                                     | Stine Borgli (NOR)                     | 23e                                    |
| 22                                     | Marta Cavalli (ITA)                    | 1re                                    |
| 23                                     | Brodie Chapman (AUS)                   | 8e                                     |
| 24                                     | Victorie Guilman (FRA)                 | 11e                                    |
| 25                                     | Évita Muzic (FRA)                      | 3e                                     |
| 26                                     | Jade Wiel (FRA)                        | 30e                                    |

| Arkéa Pro Cycling Team ARK | Arkéa Pro Cycling Team ARK | Arkéa Pro Cycling Team ARK |
| -------------------------- | -------------------------- | -------------------------- |
| Num                        | Coureuse                   | Pos                        |
| 31                         | Anaïs Morichon (FRA)       | 83e                        |
| 32                         | Lucie Jounier (FRA)        | 57e                        |
| 33                         | Greta Richioud (FRA)       | 28e                        |
| 34                         | Pauline Allin (FRA)        | 29e                        |
| 35                         | Julia Biryukova (UKR)      | 7e                         |
| 36                         | Amandine Fouquenet (FRA)   | 55e                        |
| 37                         | Morgane Coston (FRA)       | 9e                         |

| Awol O'Shea AWO | Awol O'Shea AWO           | Awol O'Shea AWO |
| --------------- | ------------------------- | --------------- |
| Num             | Coureuse                  | Pos             |
| 81              | Olivia Bent (GBR)         | 68e             |
| 82              | Connie Hayes (GBR)        | 54e             |
| 84              | Georgia Bullard (GBR)     | 70e             |
| 86              | Charlotte Broughton (GBR) | 79e             |
| 87              | Ella Coleman (GBR)        | 84e             |

| Stade Rochelais Charente-Maritime CMW | Stade Rochelais Charente-Maritime CMW | Stade Rochelais Charente-Maritime CMW |
| ------------------------------------- | ------------------------------------- | ------------------------------------- |
| Num                                   | Coureuse                              | Pos                                   |
| 101                                   | Séverine Eraud (FRA)                  | 20e                                   |
| 102                                   | Marine Allione (FRA)                  | 32e                                   |
| 103                                   | Frances Janse van Rensburg (RSA)      | 13e                                   |
| 104                                   | Marion Colard (FRA)                   | 58e                                   |
| 105                                   | Natalie Grinczer (GBR)                | 31e                                   |

| Emotional.FR-Tornatech-GSC Blagnac VS 31 MTG | Emotional.FR-Tornatech-GSC Blagnac VS 31 MTG | Emotional.FR-Tornatech-GSC Blagnac VS 31 MTG |
| -------------------------------------------- | -------------------------------------------- | -------------------------------------------- |
| Num                                          | Coureuse                                     | Pos                                          |
| 121                                          | Clara Emond (CAN)                            | 14e                                          |
| 122                                          | Adèle Normand (CAN)                          | 22e                                          |
| 123                                          | Andrea Martinez (MEX)                        | 47e                                          |
| 124                                          | Célia Le Mouël (FRA)                         | 85e                                          |
| 125                                          | Cindy Pomares (FRA)                          | 86e                                          |

| France FRA | France FRA         | France FRA |
| ---------- | ------------------ | ---------- |
| Num        | Coureuse           | Pos        |
| 132        | Flavie Boulais     | 45e        |
| 133        | Alice Coutinho     | 87e        |
| 134        | Victoire Joncheray | 49e        |
| 135        | Camille Fahy       | 33e        |
| 136        | Émilie Morier      | 88e        |
| 137        | Margaux Vigié      | 38e        |

| WV Schijndel ___ | WV Schijndel ___          | WV Schijndel ___ |
| ---------------- | ------------------------- | ---------------- |
| Num              | Coureuse                  | Pos              |
| 141              | Lente Boskamp (NED)       | 59e              |
| 142              | Sanne van Heel (NED)      | 71e              |
| 143              | Laura van Ramshorst (NED) | 48e              |
| 144              | Laura Molenaar (NED)      | 34e              |
| 145              | Dieke Hendriks (NED)      | 76e              |
| 146              | Eline Jansen (NED)        | 66e              |

| VC Islois-Team Stamina ___ | VC Islois-Team Stamina ___ | VC Islois-Team Stamina ___ |
| -------------------------- | -------------------------- | -------------------------- |
| Num                        | Coureuse                   | Pos                        |
| 151                        | Claudie Chamboredon (FRA)  | 89e                        |
| 152                        | Sonia Marsollier (FRA)     | 90e                        |
| 153                        | Ingrid Peru (FRA)          | 78e                        |
| 154                        | Delphine Reinert (FRA)     | 52e                        |
| 155                        | Julie Malie (FRA)          | 91e                        |
| 156                        | Pauline Josse (FRA)        | 77e                        |
| 157                        | Coralie Savina (FRA)       | 73e                        |

| Massi Tactic MAT | Massi Tactic MAT      | Massi Tactic MAT |
| ---------------- | --------------------- | ---------------- |
| Num              | Coureuse              | Pos              |
| 162              | Aurela Nerlo (POL)    | 42e              |
| 163              | Maaike Coljé (NED)    | 19e              |
| 164              | Nathalie Eklund (SWE) | 39e              |
| 166              | Mireia Trias (ESP)    | 53e              |
| 167              | Špela Kern (SLO)      | 10e              |

| Torelli-Cayman Islands-Scimitar ___ | Torelli-Cayman Islands-Scimitar ___ | Torelli-Cayman Islands-Scimitar ___ |
| ----------------------------------- | ----------------------------------- | ----------------------------------- |
| Num                                 | Coureuse                            | Pos                                 |
| 171                                 | Nicole Coates (GBR)                 | 25e                                 |
| 172                                 | Olivia Bentley (GBR)                | 40e                                 |
| 173                                 | Annamarie Lipp (NZL)                | 44e                                 |
| 174                                 | Kim Cadzow (NZL)                    | 5e                                  |
| 175                                 | Orla Walsh (IRL)                    | 92e                                 |
| 176                                 | Lee Boon (NZL)                      | 93e                                 |
| 177                                 | Hayley Preen (RSA)                  | 21e                                 |

| Team Féminin Le Boulou ___ | Team Féminin Le Boulou ___ | Team Féminin Le Boulou ___ |
| -------------------------- | -------------------------- | -------------------------- |
| Num                        | Coureuse                   | Pos                        |
| 181                        | Noemie Daumas (FRA)        | 63e                        |
| 182                        | Emma Ortiz (ESP)           | 43e                        |
| 183                        | Laura Marti (ESP)          | 60e                        |
| 184                        | Inès Van der Linden (FRA)  | 41e                        |
| 185                        | Leonie Laubig (GER)        | 35e                        |
| 186                        | Cécile Lejeune (FRA)       | 15e                        |
| 187                        | Raquel Torrell (ESP)       | 65e                        |

| Chambéry Cyclisme Compétition ___ | Chambéry Cyclisme Compétition ___ | Chambéry Cyclisme Compétition ___ |
| --------------------------------- | --------------------------------- | --------------------------------- |
| Num                               | Coureuse                          | Pos                               |
| 191                               | Julia Aubry (FRA)                 | 94e                               |
| 192                               | Annabel Fisher (GBR)              | 16e                               |
| 193                               | Jessie Marrel (FRA)               | 95e                               |
| 194                               | Laura Lavry (FRA)                 | 96e                               |
| 195                               | Manon Chelloug (FRA)              | 67e                               |
| 196                               | Marie-Louise Biard (FRA)          | 97e                               |
| 197                               | Claire Hochart (FRA)              | 61e                               |

| Sprinter Nice Métropole ___ | Sprinter Nice Métropole ___ | Sprinter Nice Métropole ___ |
| --------------------------- | --------------------------- | --------------------------- |
| Num                         | Coureuse                    | Pos                         |
| 201                         | Emilie Fortin (CAN)         | 46e                         |
| 202                         | Marine Guerin (FRA)         | 72e                         |
| 203                         | Axelle Guirado (FRA)        | 64e                         |
| 204                         | Malorie Beunard (FRA)       | 69e                         |
| 205                         | Amélie Ratignier (FRA)      | 51e                         |
| 206                         | Constance Valentin (FRA)    | 27e                         |
| 207                         | Isaure Medde (FRA)          | 37e                         |

| Macadam’s Cowboys & Girls ___ | Macadam’s Cowboys & Girls ___ | Macadam’s Cowboys & Girls ___ |
| ----------------------------- | ----------------------------- | ----------------------------- |
| Num                           | Coureuse                      | Pos                           |
| 211                           | Anabel Yapura (ARG)           | 18e                           |
| 212                           | Aurore Pauchet (FRA)          | AB                            |
| 213                           | Maurane Garbellotto (FRA)     | 74e                           |
| 214                           | Eloïse Prevoteau (FRA)        | 62e                           |
| 215                           | Mariela Analia Delgado (ARG)  | 75e                           |
| 217                           | Ségolène Thomas (FRA)         | 26e                           |

| Cofidis COF | Cofidis COF                   | Cofidis COF |
| ----------- | ----------------------------- | ----------- |
| Num         | Coureuse                      | Pos         |
| 1           | Clara Koppenburg (GER)        | 2e          |
| 2           | Alana Castrique (BEL)         | 50e         |
| 4           | Sandra Levenez (FRA)          | 12e         |
| 5           | Rachel Neylan (AUS)           | 17e         |
| 6           | Olivia Onesti (FRA)           | 80e         |
| 7           | Gabrielle Pilote Fortin (CAN) | 56e         |

| Canyon-SRAM Racing CSR | Canyon-SRAM Racing CSR     | Canyon-SRAM Racing CSR |
| ---------------------- | -------------------------- | ---------------------- |
| Num                    | Coureuse                   | Pos                    |
| 11                     | Ella Harris (NZL)          | 36e                    |
| 12                     | Elise Chabbey (SUI)        | 6e                     |
| 13                     | Mikayla Harvey (NZL)       | 81e                    |
| 14                     | Maud Oudeman (NED)         | 82e                    |
| 16                     | Neve Bradbury (AUS)        | 24e                    |
| 17                     | Pauliena Rooijakkers (NED) | 4e                     |

| FDJ-Nouvelle Aquitaine-Futuroscope FSF | FDJ-Nouvelle Aquitaine-Futuroscope FSF | FDJ-Nouvelle Aquitaine-Futuroscope FSF |
| -------------------------------------- | -------------------------------------- | -------------------------------------- |
| Num                                    | Coureuse                               | Pos                                    |
| 21                                     | Stine Borgli (NOR)                     | 23e                                    |
| 22                                     | Marta Cavalli (ITA)                    | 1re                                    |
| 23                                     | Brodie Chapman (AUS)                   | 8e                                     |
| 24                                     | Victorie Guilman (FRA)                 | 11e                                    |
| 25                                     | Évita Muzic (FRA)                      | 3e                                     |
| 26                                     | Jade Wiel (FRA)                        | 30e                                    |

| Arkéa Pro Cycling Team ARK | Arkéa Pro Cycling Team ARK | Arkéa Pro Cycling Team ARK |
| -------------------------- | -------------------------- | -------------------------- |
| Num                        | Coureuse                   | Pos                        |
| 31                         | Anaïs Morichon (FRA)       | 83e                        |
| 32                         | Lucie Jounier (FRA)        | 57e                        |
| 33                         | Greta Richioud (FRA)       | 28e                        |
| 34                         | Pauline Allin (FRA)        | 29e                        |
| 35                         | Julia Biryukova (UKR)      | 7e                         |
| 36                         | Amandine Fouquenet (FRA)   | 55e                        |
| 37                         | Morgane Coston (FRA)       | 9e                         |

| Awol O'Shea AWO | Awol O'Shea AWO           | Awol O'Shea AWO |
| --------------- | ------------------------- | --------------- |
| Num             | Coureuse                  | Pos             |
| 81              | Olivia Bent (GBR)         | 68e             |
| 82              | Connie Hayes (GBR)        | 54e             |
| 84              | Georgia Bullard (GBR)     | 70e             |
| 86              | Charlotte Broughton (GBR) | 79e             |
| 87              | Ella Coleman (GBR)        | 84e             |

| Stade Rochelais Charente-Maritime CMW | Stade Rochelais Charente-Maritime CMW | Stade Rochelais Charente-Maritime CMW |
| ------------------------------------- | ------------------------------------- | ------------------------------------- |
| Num                                   | Coureuse                              | Pos                                   |
| 101                                   | Séverine Eraud (FRA)                  | 20e                                   |
| 102                                   | Marine Allione (FRA)                  | 32e                                   |
| 103                                   | Frances Janse van Rensburg (RSA)      | 13e                                   |
| 104                                   | Marion Colard (FRA)                   | 58e                                   |
| 105                                   | Natalie Grinczer (GBR)                | 31e                                   |

| Emotional.FR-Tornatech-GSC Blagnac VS 31 MTG | Emotional.FR-Tornatech-GSC Blagnac VS 31 MTG | Emotional.FR-Tornatech-GSC Blagnac VS 31 MTG |
| -------------------------------------------- | -------------------------------------------- | -------------------------------------------- |
| Num                                          | Coureuse                                     | Pos                                          |
| 121                                          | Clara Emond (CAN)                            | 14e                                          |
| 122                                          | Adèle Normand (CAN)                          | 22e                                          |
| 123                                          | Andrea Martinez (MEX)                        | 47e                                          |
| 124                                          | Célia Le Mouël (FRA)                         | 85e                                          |
| 125                                          | Cindy Pomares (FRA)                          | 86e                                          |

| France FRA | France FRA         | France FRA |
| ---------- | ------------------ | ---------- |
| Num        | Coureuse           | Pos        |
| 132        | Flavie Boulais     | 45e        |
| 133        | Alice Coutinho     | 87e        |
| 134        | Victoire Joncheray | 49e        |
| 135        | Camille Fahy       | 33e        |
| 136        | Émilie Morier      | 88e        |
| 137        | Margaux Vigié      | 38e        |

| WV Schijndel ___ | WV Schijndel ___          | WV Schijndel ___ |
| ---------------- | ------------------------- | ---------------- |
| Num              | Coureuse                  | Pos              |
| 141              | Lente Boskamp (NED)       | 59e              |
| 142              | Sanne van Heel (NED)      | 71e              |
| 143              | Laura van Ramshorst (NED) | 48e              |
| 144              | Laura Molenaar (NED)      | 34e              |
| 145              | Dieke Hendriks (NED)      | 76e              |
| 146              | Eline Jansen (NED)        | 66e              |

| VC Islois-Team Stamina ___ | VC Islois-Team Stamina ___ | VC Islois-Team Stamina ___ |
| -------------------------- | -------------------------- | -------------------------- |
| Num                        | Coureuse                   | Pos                        |
| 151                        | Claudie Chamboredon (FRA)  | 89e                        |
| 152                        | Sonia Marsollier (FRA)     | 90e                        |
| 153                        | Ingrid Peru (FRA)          | 78e                        |
| 154                        | Delphine Reinert (FRA)     | 52e                        |
| 155                        | Julie Malie (FRA)          | 91e                        |
| 156                        | Pauline Josse (FRA)        | 77e                        |
| 157                        | Coralie Savina (FRA)       | 73e                        |

| Massi Tactic MAT | Massi Tactic MAT      | Massi Tactic MAT |
| ---------------- | --------------------- | ---------------- |
| Num              | Coureuse              | Pos              |
| 162              | Aurela Nerlo (POL)    | 42e              |
| 163              | Maaike Coljé (NED)    | 19e              |
| 164              | Nathalie Eklund (SWE) | 39e              |
| 166              | Mireia Trias (ESP)    | 53e              |
| 167              | Špela Kern (SLO)      | 10e              |

| Torelli-Cayman Islands-Scimitar ___ | Torelli-Cayman Islands-Scimitar ___ | Torelli-Cayman Islands-Scimitar ___ |
| ----------------------------------- | ----------------------------------- | ----------------------------------- |
| Num                                 | Coureuse                            | Pos                                 |
| 171                                 | Nicole Coates (GBR)                 | 25e                                 |
| 172                                 | Olivia Bentley (GBR)                | 40e                                 |
| 173                                 | Annamarie Lipp (NZL)                | 44e                                 |
| 174                                 | Kim Cadzow (NZL)                    | 5e                                  |
| 175                                 | Orla Walsh (IRL)                    | 92e                                 |
| 176                                 | Lee Boon (NZL)                      | 93e                                 |
| 177                                 | Hayley Preen (RSA)                  | 21e                                 |

| Team Féminin Le Boulou ___ | Team Féminin Le Boulou ___ | Team Féminin Le Boulou ___ |
| -------------------------- | -------------------------- | -------------------------- |
| Num                        | Coureuse                   | Pos                        |
| 181                        | Noemie Daumas (FRA)        | 63e                        |
| 182                        | Emma Ortiz (ESP)           | 43e                        |
| 183                        | Laura Marti (ESP)          | 60e                        |
| 184                        | Inès Van der Linden (FRA)  | 41e                        |
| 185                        | Leonie Laubig (GER)        | 35e                        |
| 186                        | Cécile Lejeune (FRA)       | 15e                        |
| 187                        | Raquel Torrell (ESP)       | 65e                        |

| Chambéry Cyclisme Compétition ___ | Chambéry Cyclisme Compétition ___ | Chambéry Cyclisme Compétition ___ |
| --------------------------------- | --------------------------------- | --------------------------------- |
| Num                               | Coureuse                          | Pos                               |
| 191                               | Julia Aubry (FRA)                 | 94e                               |
| 192                               | Annabel Fisher (GBR)              | 16e                               |
| 193                               | Jessie Marrel (FRA)               | 95e                               |
| 194                               | Laura Lavry (FRA)                 | 96e                               |
| 195                               | Manon Chelloug (FRA)              | 67e                               |
| 196                               | Marie-Louise Biard (FRA)          | 97e                               |
| 197                               | Claire Hochart (FRA)              | 61e                               |

| Sprinter Nice Métropole ___ | Sprinter Nice Métropole ___ | Sprinter Nice Métropole ___ |
| --------------------------- | --------------------------- | --------------------------- |
| Num                         | Coureuse                    | Pos                         |
| 201                         | Emilie Fortin (CAN)         | 46e                         |
| 202                         | Marine Guerin (FRA)         | 72e                         |
| 203                         | Axelle Guirado (FRA)        | 64e                         |
| 204                         | Malorie Beunard (FRA)       | 69e                         |
| 205                         | Amélie Ratignier (FRA)      | 51e                         |
| 206                         | Constance Valentin (FRA)    | 27e                         |
| 207                         | Isaure Medde (FRA)          | 37e                         |

| Macadam’s Cowboys & Girls ___ | Macadam’s Cowboys & Girls ___ | Macadam’s Cowboys & Girls ___ |
| ----------------------------- | ----------------------------- | ----------------------------- |
| Num                           | Coureuse                      | Pos                           |
| 211                           | Anabel Yapura (ARG)           | 18e                           |
| 212                           | Aurore Pauchet (FRA)          | AB                            |
| 213                           | Maurane Garbellotto (FRA)     | 74e                           |
| 214                           | Eloïse Prevoteau (FRA)        | 62e                           |
| 215                           | Mariela Analia Delgado (ARG)  | 75e                           |
| 217                           | Ségolène Thomas (FRA)         | 26e                           |

## Droits de diffusion
Les deux courses, masculine et féminine, sont diffusées en direct par la chaîne l'équipe, à partir de 11 h 0, le 14 juin 2022.